# هليلج مستدق

هليلج مستدق (الاسم العلمي:Terminalia acuminata) هو نوع نباتي يتبع جنس الهليلج من الفصيلة القمبريطية. انقرض من الطبيعة بسبب خسارة موئله، ولم يتبق منه سوى نبتتين في الحديقة النباتية في ريو دي جانيرو.